# 天主教姆祖祖教區
天主教姆祖祖教區（拉丁語：Dioecesis Mzuzuensis）是馬拉維一個羅馬天主教教區，屬利隆圭總教區。
1947年5月8日設北尼亞薩宗座監牧區，1961年1月17日升為教區。包括北部區南部四縣，2010年有教友340,000人（佔轄區總人口22.4%）、十個堂區、四十二名司鐸。目前教區主教席位處於出缺狀態。